# Corruptors
Corruptors (Target: The Corruptors) è una serie televisiva gialla statunitense in 35 episodi trasmessi per la prima volta nel corso di una sola stagione dal 1961 al 1962.

## Trama
Paul Marino è un giornalista reporter che è solito fare inchieste sulla corruzione nelle alte sfere e sui rapporti tra grosse società e criminalità organizzata. Il suo comprimario è l'agente di polizia Jack Flood che si infiltra nelle organizzazioni e riporta al giornalista i risultati delle sue investigazioni. Ogni episodio è dedicato ad un'inchiesta che sfocia poi in un articolo.

## Personaggi
- Paul Marino (35 episodi, 1961-1962), interpretato da	Stephen McNally.
- Jack Flood (35 episodi, 1961-1962), interpretato da	Robert Harland.
- Al Deus (3 episodi, 1961-1962), interpretato da	Harold J. Stone.
- Jack Murray (3 episodi, 1962), interpretato da	Burt Brinckerhoff.
- Rose Vaclavic (3 episodi, 1962), interpretato da	Jo Helton.
- Reicher (3 episodi, 1961-1962), interpretato da	Dennis Cross.
- Greg Paulson (2 episodi, 1961-1962), interpretato da	Jack Klugman.
- Jonathan Amber (2 episodi, 1961-1962), interpretato da	Luther Adler.
- George Vaclavic (2 episodi, 1962), interpretato da	Brian Keith.
- Martin 'Books' Kramer (2 episodi, 1961-1962), interpretato da	Walter Matthau.
- Phil Manzak (2 episodi, 1961-1962), interpretato da	Scott Marlowe.
- Jerry Skala (2 episodi, 1962), interpretato da	Jack Warden.
- Jesse (2 episodi, 1961-1962), interpretato da	Royal Dano.
- Frank Manzak (2 episodi, 1961-1962), interpretato da	Lawrence Dobkin.
- Mr. Pitts (2 episodi, 1961-1962), interpretato da	Parley Baer.
- Allie Lewis (2 episodi, 1961-1962), interpretato da	Ray Kellogg.
- Marie Amber (2 episodi, 1961-1962), interpretato da	Adrienne Marden.
- Wilson (2 episodi, 1961-1962), interpretato da	Robert F. Simon.
- Sheila Murray (2 episodi, 1962), interpretata da	Maxine Stuart.
- Gil Dayton (2 episodi, 1961-1962), interpretato da	Henry Beckman.
- Dolan (2 episodi, 1961-1962), interpretato da	Robert Middleton.
- Billy Joe (2 episodi, 1961-1962), interpretato da	Warren Oates.
- Smith (2 episodi, 1961-1962), interpretato da	Hayden Rorke.
- Pete Willis (2 episodi, 1962), interpretato da	Charles Horvath.
- Blakely (2 episodi, 1961-1962), interpretato da	Frank Ferguson.
- senatore Loomis (2 episodi, 1962), interpretato da	Carl Benton Reid.
- Joe Esposito (2 episodi, 1962), interpretato da	Joey Faye.
- Doug Douglas (2 episodi, 1962), interpretato da	Paul Phillips.
- Garst (2 episodi, 1962), interpretato da	Russell Thorson.
- Dan Morton (2 episodi, 1962), interpretato da	Don Hanmer.
- Ruby Carter (2 episodi, 1962), interpretato da	Constance Ford.
- Earl Gilmore (2 episodi, 1962), interpretato da	Richard Anderson.
- Mr. Wilson (2 episodi, 1962), interpretato da	Vaughn Taylor.
- Helen McCloud (2 episodi, 1961-1962), interpretata da	Jeanne Baird.
- Patricia Wilson (2 episodi, 1962), interpretata da	Diana Millay.

## Produzione
La serie fu prodotta da Four Star Productions e Velie-Burrows-Ackerman. Numerose sono le guest star che hanno partecipato alla serie. Nel primo episodio The Million Dollar Dump, in cui Marino e Flood indagano su un losco giro nel campo dello smaltimento dei rifiuti, compaiono Peter Falk e Walther Matthau.

### Registi
Tra i registi della serie sono accreditati:
- William Conrad (8 episodi, 1961-1962)
- Don Medford (7 episodi, 1961-1962)
- Walter Doniger (3 episodi, 1961-1962)
- John Peyser (2 episodi, 1961-1962)
- Joseph Lejtes (2 episodi, 1961)
- Arthur Hiller (2 episodi, 1962)

## Distribuzione
La serie fu trasmessa negli Stati Uniti dal 1961 al 1962 sulla rete televisiva ABC. In Italia è stata trasmessa con il titolo Corruptors.

## Episodi
| Stagione       | Episodi | Prima TV USA |
| -------------- | ------- | ------------ |
| Prima stagione | 35      | 1961-1962    |